# 아낌없이 바치리
"아낌없이 바치리"(I will give it all)는 대한민국에서 제작된 이두용 감독의 1972년 영화이다. 최무룡 등이 주연으로 출연하였고 곽정환 등이 제작에 참여하였다.

## 출연

### 주연
- 최무룡
- 문정숙
- 안인숙